# نشانه شما چیست؟
نشانه شما چیست؟ (به هندی: What's Your Raashee?) فیلمی است محصول سال ۲۰۰۹ و به کارگردانی آشوتوش گواریکر است. در این فیلم بازیگرانی همچون هارمان باوجا، پریانکا چوپرا، آنجان سیرواستاو ایفای نقش کرده‌اند.